# Rhizomorphe

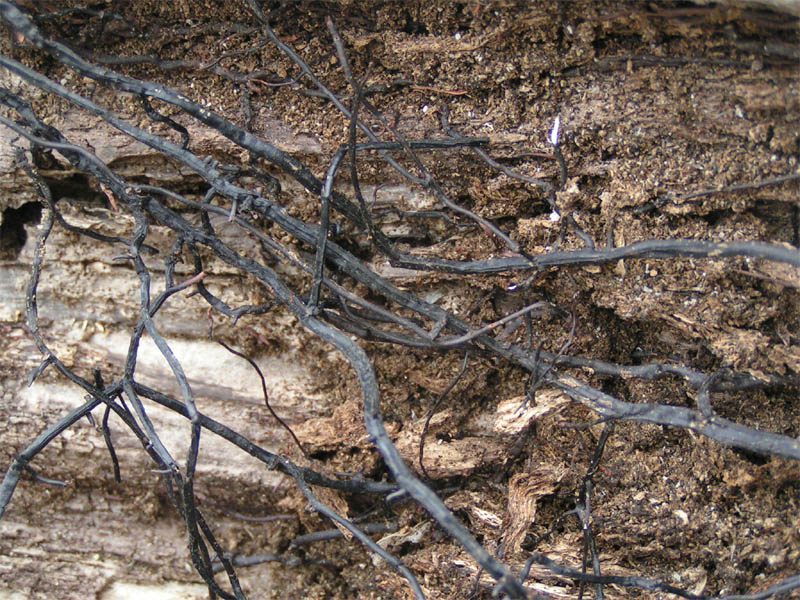
Rhizomorphen einer Hallimasch-Art

Rhizomorphen – Singular: die Rhizomorphe – sind aus Hyphen bestehende, verdickte Stränge von einigen Ständerpilzen, die sich aus isolierenden äußeren und größeren und gestreckteren inneren Hyphen zusammensetzen. Die äußere Schicht ist meist deutlich wandverdickt, durch Melanin meist pigmentiert und sklerotisiert. Die Rhizomorphen sehen nicht nur ähnlich aus wie Wurzeln von Pflanzen, sie dienen auch wie diese dem Stofftransport. Rhizomorphen dienen vor allem zum Erschließen neuer Substratquellen. Sie können aber auch dem Stofftransport zu Fruchtkörpern an entfernteren Standorten dienen. Bekannt sind Rhizomorphen von den Hallimaschen (Armillaria-Arten), die mit diesen das Derbwurzelsystem von verschiedensten Gehölzen penetrieren und – im Stamm dann weiter aufsteigend – das Holz fast jeder Baumart enzymatisch abbauen in Form einer Weißfäule. Wie ein Längsschnitt durch die Spitze einer Rhizomorphe erschließt, wären auf einem Querschnitt viele tausend Zellen zu sehen. Als „Erd- oder Bodenrhizomorphen“ können sie unter der Erdoberfläche immer weiter vordringen und Gehölzbestände auch flächig zum Absterben bringen.
Rhizomorphen unterscheiden sich in ihrem Aufbau von den Myzelsträngen, wie sie beispielsweise beim Breitblatt und Tränenden Hausschwamm (Serpula lacrymans) auftreten. Diese sind nämlich undifferenziert.